# Yuji Sakakura
Yuji Sakakura (阪倉 裕二, Sakakura Yuji) est un footballeur japonais né le 7 juin 1967 à Yokkaichi dans la préfecture de Mie au Japon reconverti entraîneur.